# Romankenkius pedderensis
Romankenkius pedderensis – słodkowodny, wymarły endemit bezkręgowca z rodziny Dugesiidae. 
Płaziniec zamieszkiwał obszar jeziora Pedder, które położone jest na Tasmanii (Australia), w wyniku przekształcania naturalnego zbiornika w retencyjny w roku 1972 pod tworzenie systemu pozyskiwania energii na rzece Gordon, gatunek wyginął. Od roku 1996 uznawany jest za wymarły przez IUCN.